# OpenNN
OpenNN(Open Neural Networks Library)는 딥 러닝 연구의 주요 분야인 신경망을 구현하는 C++ 프로그래밍 언어로 작성된 소프트웨어 라이브러리이다. 이 라이브러리는 오픈 소스이며, GNU 약소 일반 공중 사용 허가서에 따라 라이선스가 부여된다.

## 특징
이 소프트웨어는 지도 학습을 위한 비선형 처리 장치 레이어를 몇 개든 구현한다. 이러한 딥 아키텍처는 보편 근사 정리 속성을 가진 신경망 설계를 가능하게 한다. 또한, 컴퓨터 성능을 높이기 위해 OpenMP를 통해 다중 처리 프로그래밍을 허용한다.
OpenNN은 기계 학습 알고리즘을 번들 함수로 포함한다. 이들은 예측 분석 작업 통합을 위해 응용 프로그래밍 인터페이스를 사용하여 다른 소프트웨어 도구에 내장될 수 있다. 이와 관련하여 그래픽 사용자 인터페이스는 없지만 일부 기능은 특정 시각화 도구로 지원될 수 있다.

## 역사
개발은 2003년 국제 공학 수치 방법 센터에서 유럽 연합이 자금을 지원한 RAMFLOOD (홍수 위험 평가 및 관리) 연구 프로젝트의 일환으로 시작되었다. 그 후 유사한 프로젝트의 일부로 계속되었다. OpenNN은 스타트업 컴퍼니 Artelnics에 의해 개발되고 있다.

## 응용
OpenNN은 범용 인공지능 소프트웨어 패키지이다. 다양한 분야에서 예측 분석 작업을 해결하기 위해 기계 학습 기술을 사용한다. 예를 들어, 이 라이브러리는 공학, 에너지 또는 화학 분야에 적용되었다.

## 같이 보기
- 딥 러닝 소프트웨어 비교
- 뉴럴 디자이너, Artelnics에서 개발
- 인공지능
- 기계 학습
- 딥 러닝
- 인공신경망